# Walter Cimino
Walter Cimino (Busto Arsizio, 20 novembre 1926 – Siena, 30 giugno 1944) è stato un militare italiano, appartenente alla Xª Flottiglia MAS, nella quale prestò servizio nel Battaglione "Barbarigo" 3ª Compagnia 2º Plotone. Fu ucciso a Siena, dopo essere stato rapito e seviziato per due giorni. Il caso fu chiarito circa 70 anni dopo i fatti.

## Biografia
Mortagli la madre quando aveva 2 anni, crebbe a Siena nella sua casa di via Enea Silvio Piccolomini in Valli al numero 14, a poche centinaia di metri da Porta Romana e di fronte alla parrocchia. Il padre Alessandro era un sottufficiale della Marina e Walter aveva un fratello maggiore, Mario, e uno più giovane, Raul, oltre a una sorella. Era contradaiolo del Valdimontone.
Frequentò l'istituto tecnico superiore Caselli di Siena, amava lo sport, correva in bicicletta ed ebbe modo di partecipare ad alcune competizioni con Gino Bartali. A Siena era vicino di casa dei fratelli Roberto e Piero Vivarelli. Come i suoi familiari arruolati in Marina, compì il servizio premilitare in quel corpo. All'età di 17 anni decise di seguire la "via dell'onore" diventando un Marò della Decima Mas comandata dal principe Junio Valerio Borghese. Si arruolò nel Battaglione "Barbarigo" e combatté a Nettuno rimanendo ferito.

### Il permesso e l'assassinio a Siena
Dopo la battaglia di Nettuno, il Barbarigo risalì in parte l'Italia fino a Brescia. Un percorso simile che fece anche il padre di Cimino, Alessandro, che con un reparto della Guardia Nazionale Repubblicana si stabilì a Como, passando anche da Pavia. E proprio a Pavia, Walter, che nel frattempo era rimasto in convalescenza a Roma, andò a trovare il padre in tre occasioni prima di tornare in permesso a Siena il 26 giugno 1944.
Il giovane Cimino arrivò a Siena il 27 giugno 1944 e il giorno dopo, di buon'ora, si recò dal barbiere e poi a far visita alla fidanzata, che abitava in via Pantaneto. Successivamente, con altri due amici militari della RSI, s'incamminò verso Piazza del Campo per raggiungere il bar "Il Campo" e ivi giocare a biliardo. All'altezza del Chiasso Largo, che introduce nella storica piazza dove si corre il Palio, i tre militari furono circondati e aggrediti da un gruppo di componenti la Polizia Ausiliaria, istituita poco tempo prima dall'allora podestà Luigi Socini Guelfi e che vide tra i suoi componenti soprattutto antifascisti.
L'aggressione prese di mira soprattutto Cimino, che fu picchiato e rinchiuso nello scantinato di un ristorante. Walter Cimino restò chiuso nella cantina del ristorante fino alle prime ore del 30 giugno, quando, già sfigurato in volto (i suoi aguzzini utilizzarono una grattugia), fu trascinato fino in via Duprè e poi ancora fuori Porta Tufi fino all'antica via del Mandorlo, nei pressi di Villa Gambelli. Qui, a circa 50 metri dalla strada, fu fatto inginocchiare e ucciso con un colpo di pistola alla testa dal partigiano dei Gap Giuseppe Martini "Paolo", già tra gli esecutori dell'omicidio di Giovanni Gentile. Subito dopo, il corpo di Cimino fu spostato sotto un albero di fico, con il volto rivolto sulla terra e coperto di foglie per occultarne il cadavere, che però fu scoperto poche ore dopo da una contadina della zona.
Le spoglie di Walter Cimino, traslate dal cimitero del Laterino, in cui si trovavano dal 1944, sono state riallocate in un forno del piccolo camposanto di Valli, nella sua parrocchia.

## Il movente
L'inchiesta di un magistrato della Procura della Repubblica senese che ha riaperto il caso, portandolo a conclusione, ha prodotto esiti per i quali sarebbe da escludere un movente politico, mentre la motivazione avrebbe potuto rinvenirsi nella circostanza per cui Cimino si era fidanzato con una delle più belle ragazze della città.
I primi accertamenti erano stati compiuti da un amico d'infanzia di Cimino, Pietro Ciabattini, che ne lasciò traccia nel suo libro Siena tra la Scure e la Falce e il Martello.
Dal 28 giugno al 1º luglio nel centro di Siena avvennero 6 omicidi, tutti ai danni di fascisti; per cinque di essi le modalità furono identiche, solo per Cimino mutò il modus operandi. Nel 1990 il gappista fiorentino responsabile di quegli omicidi raccontò a Ciabattini che «Non c'era ragione perché dovesse morire. Fu solo una storia di donne» e allo storico Paolo Paoletti disse che:

### Quotidiani e riviste
- Andrea Bianchi Sugarelli, Quando nelle strade di Siena scorse il sangue dei vinti, Corriere di Siena, 21 luglio 2008.
- Andrea Bianchi Sugarelli, Corriere di Siena, 1º marzo 2012.
- Andrea Bianchi Sugarelli, Corriere di Siena. Intervista al professore emerito della Normale di Pisa, Roberto Vivarelli, amico di Cimino: "Avevamo torto? Col senno del poi ancora oggi non ne sono convinto”. Siena, 14.03.2012
- Andrea Bianchi Sugarelli, Vittoria che è un bel regalo per Walter Cimino nell'anno in cui tornerà tra i suoi amici Corriere di Siena, cronache del Palio vinto dalla contrada del Valdimontone, 19 agosto 2012.
- Marco Falorni, intervista a Gino Tagliaferri, il Nuovo Campo di Siena, 3 marzo 1994.
- Podestà Socini Guelfi, Relazione al Rotary Club, Siena, 1989.
- La Nazione - Cronaca di Siena, 16.12.2012.
- Andrea Bianchi Sugarelli, Corriere di Siena - Siena, 29.12.2012
- Alessandro Orlandini, Corriere di Siena, 26 gennaio 2013
- Andrea Bianchi Sugarelli, Corriere di Siena, 2 febbraio 2013
- La Nazione, pagina Cultura, 3 febbraio 2013
- Andrea Bianchi Sugarelli, Corriere di Siena, intervista a Nicola Marini, 17 marzo 2013